# 郝綰
郝绾（1472年—？），字玉卿，河南懷慶府河内縣人，民籍，明朝政治人物。

## 生平
河南鄉試第三名舉人。弘治十二年（1499年）中式己未科會試第七十三名，二甲第八十九名進士。歷官刑部署郎中，正德四年（1509年）十一月升四川按察司佥事，因追剿南川贼寇曹弼，兵败被俘，知府何珊支付赎金后得释。後以平贼功，八年十二月升副使，九年正月考察去職。

## 家族
曾祖郝整；祖郝智；父郝潤，知縣。母趙氏；继母陈氏。具庆下。